# بریسی (اسن)
بریسی (به فرانسوی: Brécy) یک کمون در فرانسه است که در ان (ا-دو-فرانس) واقع شده‌است. بریسی ۹٫۹۸ کیلومتر مربع مساحت دارد ۱۳۰ متر بالاتر از سطح دریا واقع شده‌است. طبق آمار ۲۰۱۹ این کمون ۳۲۷ نفر جمعیت دارد.